# Bolet d'agulles (grup de bolets)
Els bolets d'agulles són bolets anuals amb barret, de revers cobert amb agulles (espines o agullons), de textura que va des de la carnosa a l’endurida fins a la del cuir.
Són bolets terrícoles i micorrízics o bé sapròfits i lignícoles

## Grans grups de bolets d'agulles
Es diferencien quatre grans grups de bolets d'agulles, n'indiquem les espècies més corrents:

### Llengües de bou
Bolets carnosos, fràgils, amb la superfície del barret llisa, irregular, de color blanc a beix pàl·lid o ataronjat, i de revers amb espines del color del barret o més pàl·lides i que es desprenen quan les freguem amb els dits.
Entre les llengües de bou més corrents:
- Hydnum repandum, llengua de bou
- Hydnum rufescens, llengua de bou rogenca
- Hydnum albidum, llengua de bou blanca
- Hydnum ellipsosporum, llengua de bou esvelta
- Hydnum umbilicatum, llengua de bou de melic
- Sistotrema confluens, llengua de bou de ventall
- Hydnum vesterholtii, llengua de bou ocràcia
- Hydnum ovoideisporum, llengua de bou petita

### Pelutxos
Són bolets de carn relativament escassa, en forma de peülla, ventall o corall (irregularment ramificats). Es caracteritzen per estar coberts amb espines de secció circular.
Entre els pelutxos més corrents:
- Hericium flagellum, pelutxo d’avet
- Hericium coralloides, pelutxo de corall
- Hericium cirrhatum, pelutxo de ventalls
- Hericium erinaceus, pelutxo ver

### Sabateres d'agulles
Són bolets terrestres, anuals, de mitjans a grans, de carn compacta, homogènia, endurida però flexible com el cuir, que es trenca amb una certa dificultat.
Les espècies de sabateres d'agulles més corrents són:
- Hydnellum fennicum, sabatera d’agulles amarga
- Hydnellum scabrosum, sabatera d’agulles aspra
- Hydnellum amygdaliolens, sabatera d’agulles d’olor d’ametlles amargues
- Sarcodon squamosus, sabatera d’agulles d’ull de perdiu
- Hydnellum fuligineoviolaceum, sabatera d’agulles de carn porpra
- Hydnellum joeides, sabatera d’agulles de carn violeta
- Sarcodon lundellii, sabatera d’agulles de Lundell
- Sarcodon imbricatus, sabatera d’agulles de pícea
- Sarcodon quercinofibulatus, sabatera d'agulles de roure
- Phellodon fuligineoalbus, sabatera d’agulles de vora blanca
- Hydnellum lepidum, sabatera d’agulles farinosa
- Hydnellum glaucopus, sabatera d’agulles fissurada
- Sarcodon cyrneus, sabatera d’agulles llisa d’alzina
- Sarcodon leucopus, sabatera d’agulles llisa de pi

### Boixes d'agulles
Són bolets terrestres, anuals, de menuts a mitjans, sovint fusionats
entre ells; de carn compacta, homogènia, endurida, que es trenca amb molta dificultat; tenen l'aspecte d'un tap de fusta; revers amb agulles o agulletes, micorrízics.
Les boixes d'agulles s'ordenen en dos grups segons el color:
- Boixes brunes d’agulles: 
  - Hydnellum caeruleum, boixa blava
  - Hydnellum suaveolens, boixa blava d’olor
  - Hydnellum dianthifolium, boixa de clavell
  - Hydnellum peckii, boixa de sang
  - Hydnellum compactum, boixa massissa
  - Hydnellum ferrugineum, boixa rovellada
  - Hydnellum. concrescens, boixa rugosa d’alzina
  - Hydnellum scrobiculatum, boixa rugosa de pi
  - Hydnellum aurantiacum, boixa taronja d’agulles blanques
  - Hydnellum auratile, boixa taronja d’agulles taronges
  - Hydnellum. spongiosipes, boixa vellutada de faig

- Boixes negres d’agulles
  - Phellodon confluens, boixa confluent
  - Phellodon melaleucus, boixa grisenc
  - Phellodon niger, boixa negra
  - Phellodon tomentosus, boixa vellutada de pi